# 샤시 카푸르
샤시 카푸르(Shashi Kapoor, 1938년 3월 18일 ~ 2017년 12월 4일)는 인도의 배우 및 영화 제작자이다.

## 출연 작품
- 걸리버 여행기 (1996)
- 구류 중 (1993)
- 더 디시버스 (1988)
- 새미와 로지 잠자리에 들다 (1987)
- 인도에서 생긴 일 (1983)
- 36 초링기가 (1981)
- 플라이트 오브 피전스 (1979)
- 벽 (1975)
- 봄베이 토키 (1970)
- 셰익스피어 왈라 (1965)
- 가장 (1963)